# Болотихово
Болотихово — деревня в Жирятинском районе Брянской области, в составе Воробейнского сельского поселения. 
 Расположена в 7 км к востоку от села Воробейня, в 11 км к юго-западу от Жирятина. Население — 22 человека (2010).

## История
Основана во второй половине XVII века; до 1781 года входила в Почепскую (1-ю) сотню Стародубского полка (преимущественно казацкое поселение). Состояла в приходе села Ишово.
С 1782 до 1918 в Мглинском повете, уезде (с 1861 — в составе Кульневской волости); в 1918—1924 гг. — в Почепском уезде (Кульневская волость); в 1924—1929 гг. в Жирятинской волости Бежицкого уезда.
С 1929 года — в Жирятинском районе, а при его временном расформировании (1932—1939, 1957—1985 гг.) — в Почепском районе. До 1965 года входила в Кульневский сельсовет.